# Armin Zöggeler
Armin Zöggeler (ur. 4 stycznia 1974 w Merano) – włoski saneczkarz, sześciokrotny medalista olimpijski, wielokrotny medalista mistrzostw świata i Europy, dziesięciokrotny zdobywca Pucharu Świata. Jeden z najbardziej utytułowanych zawodników w historii tego sportu.

## Kariera
Z zawodu żołnierz, zaliczał się do ścisłej czołówki światowej w saneczkarstwie na torach lodowych w konkurencji jedynek od połowy lat 90. Pierwszy sukces osiągnął w 1992 roku, kiedy podczas mistrzostw świata juniorów w Sapporo zdobył srebrny medal w jedynkach. W tej samej konkurencji zdobył też złote medale na MŚJ w Siguldzie w 1993 roku i rozgrywanych rok później MŚJ w Innsbrucku. W 1994 roku wystąpił też na igrzyskach olimpijskich w Lillehammer, gdzie sięgnął po brązowy medal, przegrywając jedynie z Niemcem Georgiem Hacklem i Austriakiem Markusem Prockiem. W 1998 roku, na igrzyskach w Nagano, reprezentant Włoch zajął drugie miejsce, rozdzielając na podium Hackla i jego rodaka, Jensa Müllera. Na dwóch kolejnych edycjach tej imprezy: ZIO w Salt Lake City (2002) i ZIO w Turynie (2006) zdobywał tytuł mistrza olimpijskiego. Najpierw wyprzedził Hackla i Procka), a następnie pokonał Rosjanina Alberta Diemczenkę i Łotysza Mārtiņša Rubenisa. Następnie wystąpił na igrzyskach w Vancouver w 2010 roku, gdzie wywalczył brązowy medal, przegrywając z Niemcami – Felixem Lochem i Davidem Möllerem. Brał także udział w igrzyskach olimpijskich w Soczi w 2014 roku, ponownie zajmując trzecie miejsce, za Lochem i Albertem Diemczenko. Tym samym został pierwszym w historii sportowcem, którzy zdobył medale na sześciu igrzyskach olimpijskich z rzędu. Na tych samych igrzyskach zajął także piąte miejsce w konkurencji drużynowej.
Ma na koncie sześć tytułów mistrza świata w jedynkach, wywalczonych na MŚ w Lillehammer (1995), MŚ w Königssee (1999), MŚ w Calgary (2001), MŚ w Siguldzie (2003), MŚ w Park City (2005) oraz MŚ w Cesanie (2011). Zdobył również pięć medali srebrnych: w drużynie na MŚ w Lillehammer (1995), jedynkach na MŚ w Sankt Moritz (2000), jedynkach i drużynie na MŚ w Innsbrucku (2007) oraz jedynkach na MŚ w Park City (2009) i pięć brązowych: w drużynie na MŚ w Altenbergu (1996), MŚ w Innsbrucku (1997), MŚ w Nagano (2004) i MŚ w Park City (2005) oraz w jedynkach na MŚ w Altenbergu (2012). Zöggeler jest również wielokrotnym medalistą mistrzostw Europy, przy czym zwyciężał w drużynie na ME w Königssee (1994) oraz jedynkach na ME w Oberhofie (2004), ME w Cesanie (2008) i ME w Siguldzie (2014).
Po Puchar Świata sięgał dziesięciokrotnie, w sezonach 1997/1998, 1999/2000, 2000/2001, 2003/2004, 2005/2006, 2006/2007, 2007/2008, 2008/2009, 2009/2010 i 2010/2011. Łącznie 103 razy stawał na podium zawodów tego cyklu w rywalizacji jedynek, z czego 57 razy zwyciężał. Są to rekordy tych zawodów (drugie miejsce w klasyfikacji miejsc na podium zajmuje Markus Prock z wynikiem 73 podiów, a w klasyfikacji zwycięstw drugi jest Hackl z wynikiem 33 triumfów).
W 2002 roku został odznaczony Orderem Zasługi Republiki Włoskiej. W 2011 roku został wybrany sportowcem roku we Włoszech, był też ośmiokrotnie wybierany sportowcem roku w Tyrolu Południowym.
Podczas igrzysk w Soczi Zöggeler był chorążym reprezentacji Włoch.
Po sezonie 2013/2014 Włoch zakończył karierę sportową.

## Osiągnięcia

### Igrzyska olimpijskie
| Rok  | Miejsce        | Jedynki | Sztafeta       |
| ---- | -------------- | ------- | -------------- |
| 1994 | Lillehammer    | 3.      | nie rozgrywano |
| 1998 | Nagano         | 2.      | nie rozgrywano |
| 2002 | Salt Lake City | 1.      | nie rozgrywano |
| 2006 | Turyn          | 1.      | nie rozgrywano |
| 2010 | Vancouver      | 3.      | nie rozgrywano |
| 2014 | Soczi          | 3.      | 5.             |

### Puchar Świata

#### Miejsca w klasyfikacji generalnej
| Sezon     | Miejsce |
| --------- | ------- |
| 1994/1995 | 2.      |
| 1995/1996 | 2.      |
| 1997/1998 | 1.      |
| 1998/1999 | 7.      |
| 1999/2000 | 1.      |
| 2000/2001 | 1.      |
| 2001/2002 | 2.      |
| 2002/2003 | 3.      |
| 2003/2004 | 1.      |
| 2004/2005 | 5.      |
| 2005/2006 | 1.      |
| 2006/2007 | 1.      |
| 2007/2008 | 1.      |
| 2008/2009 | 1.      |
| 2009/2010 | 1.      |
| 2010/2011 | 1.      |
| 2011/2012 | 4.      |
| 2012/2013 | 4.      |
| 2013/2014 | 2.      |

#### Zbiorcze zestawienie podium w zawodach Pucharu Świata
| Lokata     | Jedynki | Sztafeta mieszana | Razem |
| ---------- | ------- | ----------------- | ----- |
| 1. miejsce | 57      | 2                 | 59    |
| 2. miejsce | 26      | 7                 | 33    |
| 3. miejsce | 20      | 7                 | 27    |
| Razem      | 103     | 16                | 119   |